# André Rougé
André Rougé (ur. 23 grudnia 1961 w Paryżu) – francuski polityk, urzędnik państwowy i konsultant, poseł do Parlamentu Europejskiego IX i X kadencji.

## Życiorys
Kształcił się w zakresie prawa na Université Panthéon-Assas. W trakcie nauki w szkole średniej i studiów był związany z grupami skrajnej prawicy, m.in. z Parti des forces nouvelles. W latach 80. dołączył do gaullistowskiego Zgromadzenia na rzecz Republiki. Pracował jako konsultant do spraw komunikacji, w 1992 Jacques Chirac zatrudnił go w administracji miejskiej Paryża. Później w latach 90. powoływany w skład gabinetów politycznych kilku gaullistowskich członków rządu. Był członkiem władz krajowych RPR, w 2001 otwierał listę wyborczą partii w wyborach lokalnych w La Rochelle. Po powstaniu UMP pełnił funkcję sekretarza do spraw terytoriów zamorskich. Wkrótce wycofał się z aktywności partyjnej, po czym przez kilkanaście lat pracował w przedsiębiorstwie Bouygues Construction należącym do koncernu Bouygues.
Od 2016 należał do grupy „Horaces”, zespołu wyższych urzędników państwowych i menedżerów nieformalnie doradzających Marine Le Pen, liderce Frontu Narodowego. Uchodził za koordynatora tej grupy. Później André Rougé oficjalnie zaangażował się w działalność tej partii (w 2018 przekształconej w Zjednoczenie Narodowe).
W wyborach w 2019 uzyskał mandat posła do Parlamentu Europejskiego IX kadencji. W 2024 zajmował 31. miejsce na liście RN, któremu przypadło 30 miejsc w PE X kadencji. Utrzymał jednak mandat europosła, gdyż Nathaly Antona (numer 24. na liście) zmarła 18 czerwca 2024 przed rozpoczęciem kadencji.